# ヴァン・シックレン・アベニュー駅 (BMTジャマイカ線)
ヴァン・シックレン・アベニュー駅（英語: Van Siclen Avenue）はニューヨーク市地下鉄BMTジャマイカ線の駅である。ブルックリンのフルトン・ストリート - ヴァン・シックレン・アベニュー交差点にあり、ラッシュ時の混雑方向についてはZ系統が、それ以外についてはJ系統が停車する。

## 外部リンク

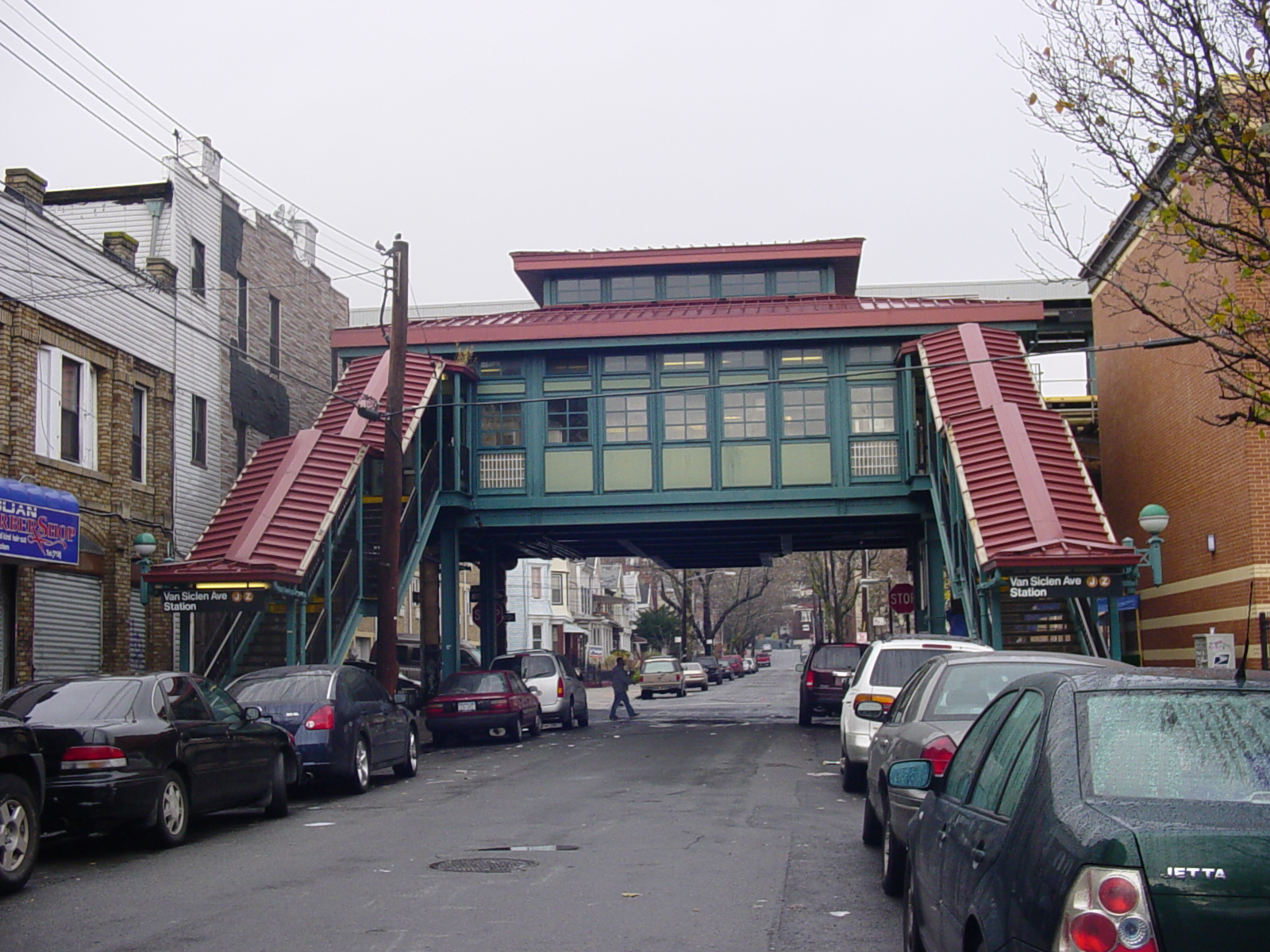
駅舎北側

## 駅構造
| P ホーム階 | 南行線                       | ← 朝ラッシュ：通過 ← ラッシュ時以外：ブロード・ストリート駅行き（アラバマ・アベニュー駅） ← 朝ラッシュ：ブロード・ストリート駅行き（アラバマ・アベニュー駅）                                                       |
| P ホーム階 | 島式ホーム、左側のドアが開く | |
| P ホーム階 | 北行線                       | → 夕ラッシュ：通過 → → ラッシュ時以外：ジャマイカ・センター-パーソンズ/アーチャー駅行き（クリーヴランド・ストリート駅）→ 夕ラッシュ：ジャマイカ・センター-パーソンズ/アーチャー駅行き（ノーウッド・アベニュー駅）→ |
| M          | 改札階                       | 改札口、駅員詰所、メトロカード自動券売機 |
| G          | 地上階                       | 出入口 |

ヴァン・シックレン・アベニュー駅は島式ホーム1面2線の高架駅である。1885年12月3日に開業し、1893年5月30日にジャマイカ線がサイプレス・ヒルズ駅まで延伸されるまでは東端駅であった。2006年夏から秋にかけて改修工事が行われた。ホーム上屋の屋根は短く角張った平屋根である。
バーバラ・エルマン（Barbara Ellmann）作の"THE VIEW FROM HERE "という作品が2007年から展示されている。これは周辺の建物に刺激を受けて制作されたものである。

### 出入口
線路の下に改札階があり、壁と床は木張りになっている。改札階は北行線の南側にある。地上へはフルトン・ストリート南側に階段が2つ接続する。